# Hugo Ungewitter
Hugo Ungewitter (né le 13 février 1869 à Wiedenbrück, mort le 23 mars 1947) est un peintre allemand.

## Biographie
Hugo Ungewitter s'installe en 1876 à Osnabrück et fréquente le lycée local (de). À partir de 1887, il étudie à l'académie des beaux-arts de Düsseldorf. Au nom de l'académie de Düsseldorf, il peint en 1897 des tableaux historiques pour le château de Stotel. Il est ensuite chargé par la cour de Berlin de peindre la Traversée du Rhin de Blücher près de Kaub.
À partir de 1906, il vit à Berlin quand il ne voyage pas. Ici sont créées des scènes de bataille telles que Waterloo, Langensalza et Simferopol.

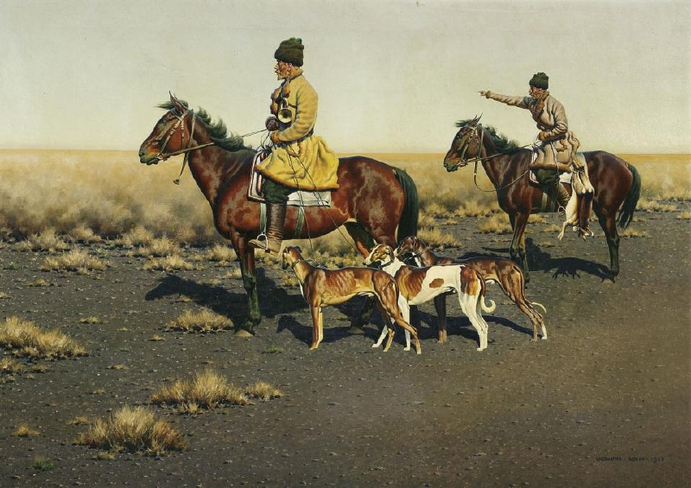
Chasse dans la Toundra, 1938

Ungewitter est surtout connu pour sa description réaliste de la nature et des animaux, ainsi que pour ses scènes de chasse et de guerre. Il trouve de nombreux motifs pour cela en Amérique du Sud et en Russie orientale.
Au début d'avril 1918, le professeur Ungewitter était invité par le régiment d'infanterie Lübeck à Comines-Warneton pour y étudier. En l'honneur du peintre de guerre, l'une de leurs sociétés est surnommée Ungewitter.
À des fins d'étude, il se rend en 1924 en Abyssinie. Dans les mensuels de Velhagen & Klasing, il rend compte en 1926 avec des illustrations et des croquis de voyage.
Son art n'est plus associé aux tendances modernes après 1920.